# Maya Zalbidea Paniagua
Maya Zalbidea Paniagua (Madrid, 1983) es una escritora española. 

## Biografía
Además de escritora es Doctora en estudios literarios de países de habla inglesa y está acreditada por la ANECA. Trabaja como Profesora Asociada en la Facultad de Filología de la Universidad Complutense de Madrid y en el Instituto público bilingüe Joaquín Araujo de Fuenlabrada.

## Trayectoria
Sus líneas de investigación principales son la literatura electrónica y los estudios feministas. 
En la Universidad Complutense colabora en el proyecto de investigación internacional SIIM: Studies on Intermediality and Intercultural Mediation.
En el IES Joaquín Araujo es miembro del equipo de mediación y ha colaborado en el proyecto Global Classrooms. Fue investigadora visitante en la Universidad de Bergen de Noruega en el área de literatura electrónica en la plataforma de ELMCIP (2013-2014). 
Ha sido profesora en la Facultad de Educación (UCM) dando clases de Competencia Oral y Didáctica de la Lengua Extranjera y ha dirigido trabajos de Fin de Máster (2017-2018). Fue profesora y jefa de departamento en el Centro de Enseñanza para Adultos de Canillejas (2015). 
Fue profesora en el Centro de Estudios Superiores Don Bosco dando clases de literatura infantil (2013-2015), Profesora Titular en el Centro de Estudios Superiores La Salle impartiendo clases de Inglés, CLIL e Inglés técnico (2012-2013); también en la Universidad Camilo José Cela (2012) y Profesora Ayudante en la Universidad St. Catherine (St. Paul, Minnesota, Estados Unidos), donde recibió clases de Estudios de Mujeres y Cultura Postmodernista Feminista (2009).
Fue miembro del comité organizador del Primer Congreso Internacional de Literatura Electrónica y Arte Visual en el Instituto Franklin de la Universidad de Alcalá de Henares y miembro del comité organizador del “Día de la Mujer” en la Universidad Complutense de Madrid.

## Obras
- “A Comparative Study of Shu Lea Cheang’s Brandon”(Computing Literature, Rochester, NY 2017)
- “Propuestas didácticas de literatura infantil: análisis formales, semióticos, psicoanalíticos y de género. Del cuento clásico al cuento digital”(JACRL, 2015)
- “Una nueva colección de literatura electrónica en lengua española en la web de ELMCIP” (Temas y variaciones de literatura, 2015)
- “New Works on Electronic Literature and Cyberculture” (CLCWeb, 2014)
- “Cyberfeminist Theories and the Benefits of Teaching Cyberfeminist Literature” (InTech, 2012)
- “Exploiting Hypertext’s Potential for Teaching Gender Studies” (Texto Digital, 2012)
- “Psychoanalytic Interpretation of Blueberries by Susan Gibb” (Caracteres, 2014) entre otras. Es co-editora del tercer volumen de la colección de la Electronic Literature Organization (2016)

### Poemarios
- Danza submarina (Editorial Huerga y Fierro, 2015)[3]
- Multiverso infinito (Betania, 2020).[4]